# 長生院 (藤沢市)
長生院（ちょうしょういん）は、神奈川県藤沢市西富にある時宗の寺院。別名、小栗堂。時宗総本山である清浄光寺（通称：遊行寺）本堂裏手にある。

## 概要
永享元年（1429年）、清浄光寺の塔頭として建てられた。本尊は阿弥陀如来。かつては「長照院」とも表記された。
小栗堂の別名の通り、小栗判官伝説に登場する照手姫が晩年尼となって住んだという伝説が残る。江戸時代には『小栗略縁起』を発行した。また周囲には小栗判官と十勇家臣の墓、照手姫の墓、名馬鬼鹿毛の墓もあり、小栗判官伝説伝承の中心地となっている。

### 歴史
- 1429年 (永享元年)  - 開山。元は閻魔堂であったという[2]。
- 天正年間 - 類焼により消失。
- 元和年間 - 再興。
- 不明 - 消失。
- 享和年間 - 再度の復興。
- 江戸後期？ - 『小栗略縁起』を発行するようになる[3]。
- 1880年 (明治13年)11月26日 - 大火により消失。
- 1916年 (大正5年) - 本堂/庫裏を建築。
- 1923年 (大正12年)9月 - 関東大震災により倒壊。
- 1926年 (大正15年)7月 - 倒壊した本堂/庫裏を再建。
- 1991年 (平成3年) - 本堂落成。

### ギャラリー

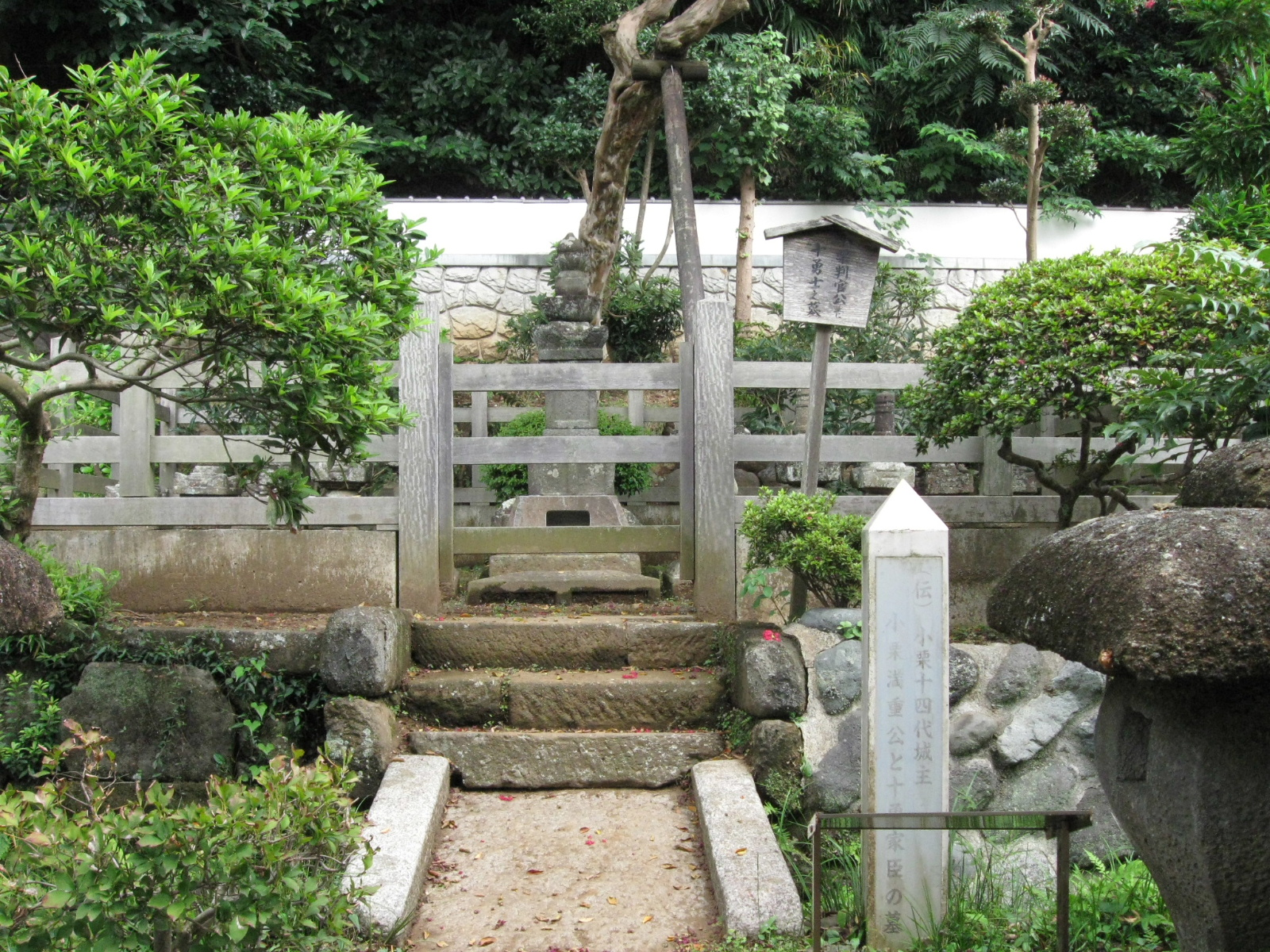
小栗判官主従の墓
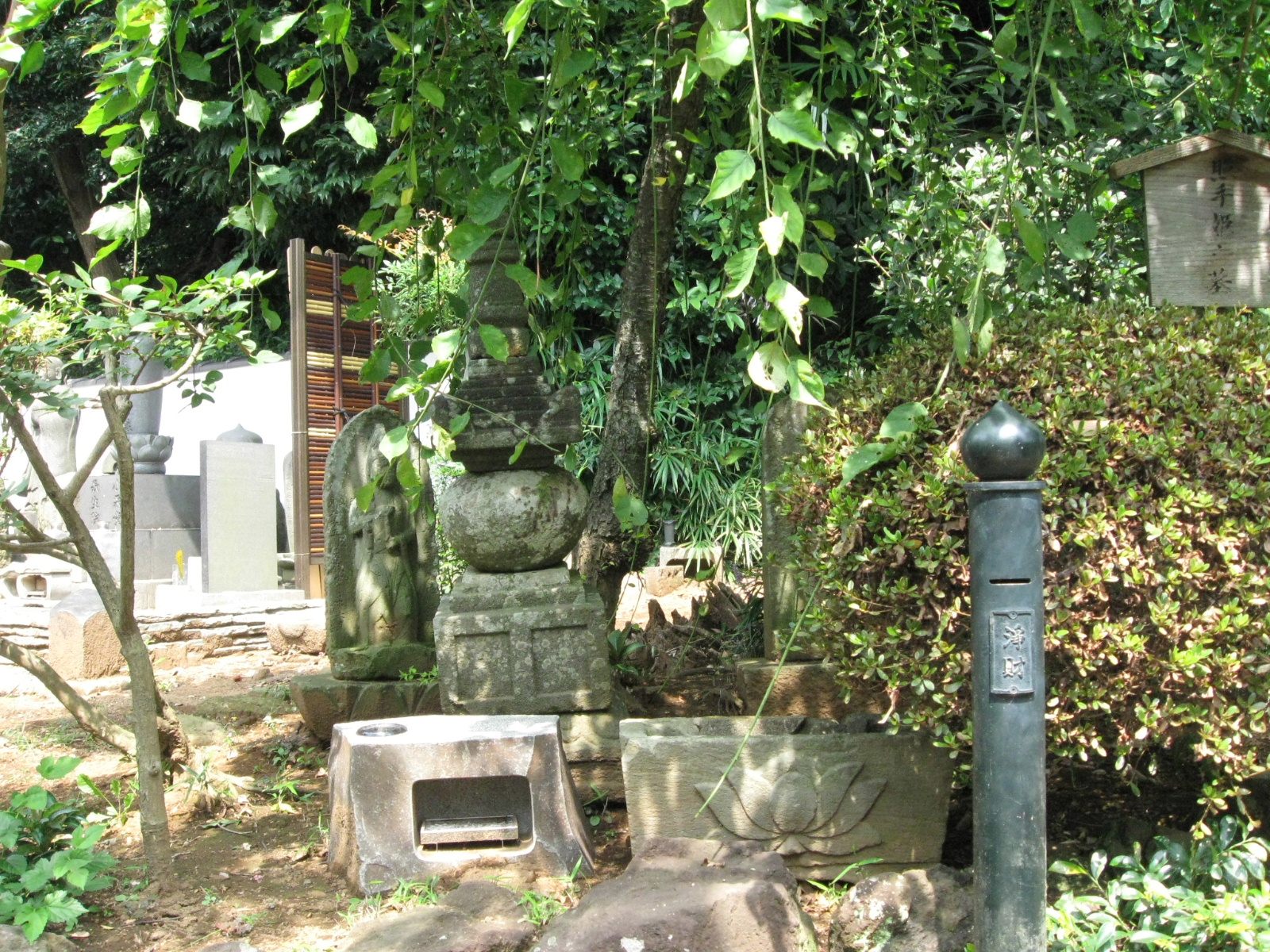
照手姫の墓

## 文化財/宝物

### 小栗判官伝説関連
- 照姫持佛正観音
- 照姫姿見古鏡
- 鬼鹿毛馬轡
- 鬼鹿毛馬鐙

### 藤沢市指定文化財
- 時宗板碑 1966年1月17日指定[4]
- 木造阿弥陀如来坐像 1996年3月1日指定[4]

## 関連リンク
- 小栗判官
- 藤沢市指定文化財一覧
- 藤沢市内の寺院一覧